# 基拉伊·埃德
基拉伊·埃德（匈牙利語：Király Ede，1926年2月23日—2009年8月10日），匈牙利男子花样滑冰运动员。他曾代表匈牙利参加1948年冬季奥林匹克运动会花样滑冰比赛，获得双人滑银牌和男子单人滑第五名。